# Thai AirAsia
Thai AirAsia (en tailandés: ไทยแอร์เอเชีย) es fruto de la colaboración de la aerolínea de bajo coste malaya AirAsia (en tailandés: แอร์เอเชีย) y la tailandesa Asia Aviation. Opera vuelos regulares domésticos e internacionales de AirAsia desde Bangkok y otras ciudades en Tailandia.
Thai AirAsia es la única aerolínea de bajo coste que opera vuelos de cabotaje e internacionales desde el aeropuerto Suvarnabhumi. La aerolínea anunció que trasladaría todas sus operaciones del aeropuerto Suvarnabhumi al aeropuerto internacional Don Mueang desde el 1 de octubre de 2012.

## Historia
Thai AirAsia inició sus operaciones domésticas en febrero de 2004. 
El 15 de febrero de 2006 fue anunciado que Asia Aviation, una compañía registrada en Tailandia, había adquirido el 50% de las acciones de Shin Corp. en Thai AirAsia. Asia Aviation fue una empresa surgida fruto de la colaboración entre Shin Corp., que poseía el 49% de las acciones de Asia Aviation mientras que el 51% estaba en manos del inversor tailandés Sittichai Veerathammanoon.
En mayo de 2007, los gestores de Thai AirAsia adquirió el 100% de Asia Aviation. Hoy en día, Thai AirAsia está poseído al 50% por Asia Aviation, 49% está en manos de AirAsia, y el 1% está en posesión del CEO de Thai AirAsia Tassapon Bijleveld.

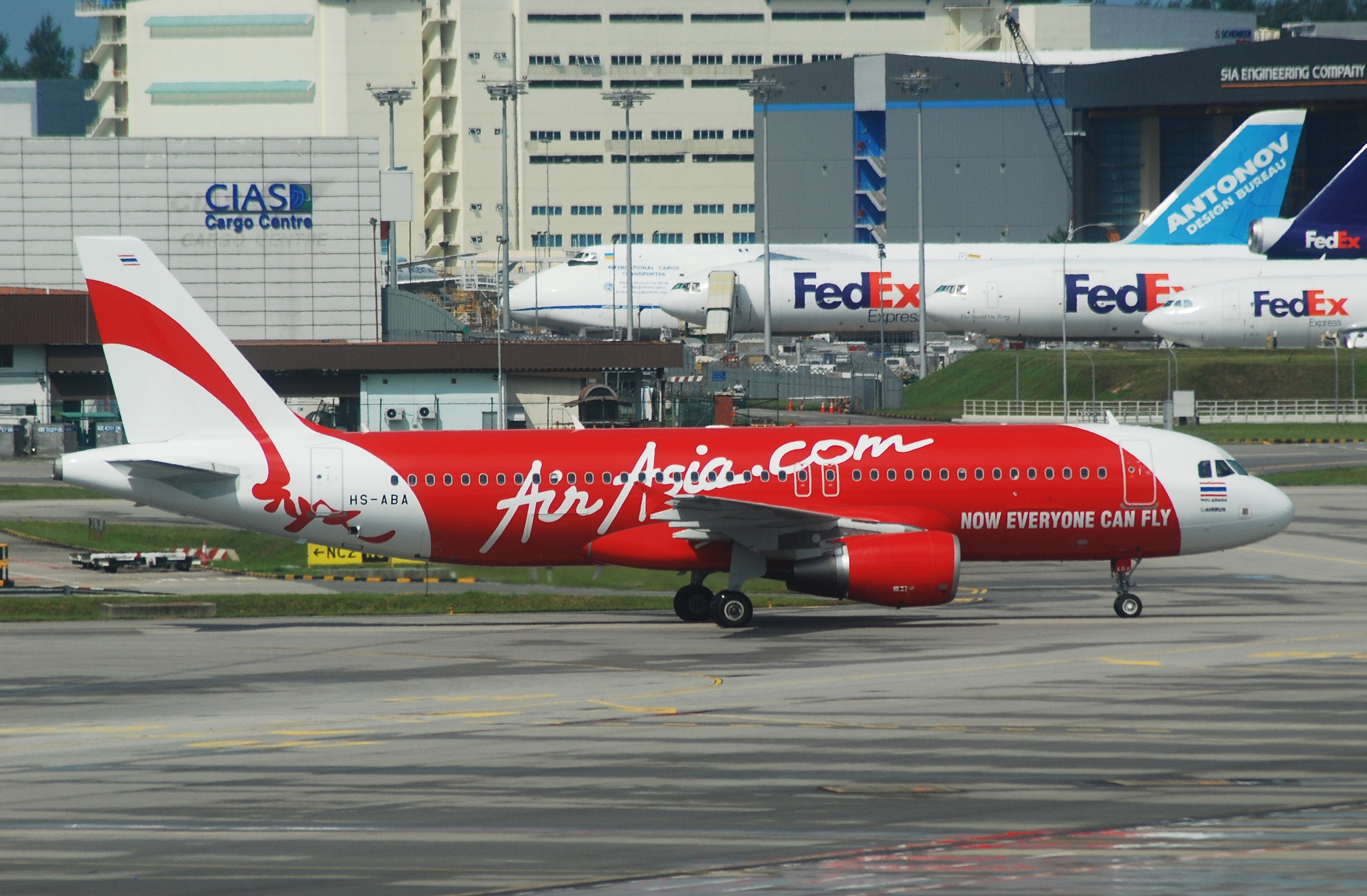
Un Airbus A320 de Thai AirAsia rodando por el Aeropuerto de Singapur Changi. (2007)

## Destinos
Destinos domésticos
- Bangkok - Aeropuerto Internacional Don Mueang (Base de operaciones principal)
- Chiang Rai - Aeropuerto de Chiang Rai
- Chiang Mai (Hub) - Aeropuerto Internacional de Chiang Mai
- Udon Thani - Aeropuerto Internacional de Udon Thani
- Ubon Ratchathani - Aeropuerto de Ubon Ratchathani
- Nakhon Phanom - Aeropuerto de Nakhon Phanom
- Phuket (Hub) - Aeropuerto Internacional de Phuket
- Surat Thani - Aeropuerto de Surat Thani
- Nakhon Si Thammarat - Aeropuerto de Nakhon Si Thammarat
- Trang - Aeropuerto de Trang
- Hat Yai - Aeropuerto Internacional de Hat Yai
- Krabi - Aeropuerto de Krabi
- Narathiwat - Aeropuerto de Narathiwat

Destinos internacionales
Camboya
- Phnom Penh - Aeropuerto Internacional de Phnom Penh

China
- Guangzhou - Aeropuerto Internacional de Guangzhou Baiyun
- Hong Kong - Aeropuerto Internacional Chep Lap Kok
- Shenzhen - Aeropuerto Internacional de Shenzhen Bao'an

India
- Chennai - Aeropuerto Internacional de Chennai
- Calcuta - Aeropuerto Internacional Netaji Subhas Chandra Bose

Indonesia
- Bali - Aeropuerto Internacional Ngurah Rai
- Yakarta - Aeropuerto Internacional Soekarno–Hatta

Macao
- Macao - Aeropuerto Internacional de Macao

Malasia
- Kuala Lumpur - Aeropuerto Internacional de Kuala Lumpur
- Penang - Aeropuerto Internacional de Penang

Myanmar
- Mandalay - Aeropuerto Internacional de Mandalay
- Rangún - Aeropuerto Internacional de Rangún

Singapur
- Singapur - Aeropuerto de Singapur Changi

Sri Lanka
- Colombo - Aeropuerto Internacional Bandaranaike

Vietnam
- Hanoi - Aeropuerto Internacional Noi Bai
- Ho Chi Minh City - Aeropuerto Internacional Tan Son Nhat

## Flota

### Flota Actual

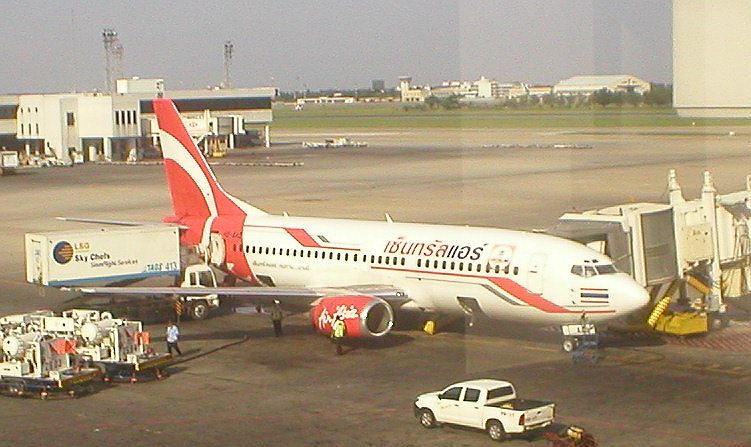
Un Boeing 737-300 de Thai AirAsia en la librea de Central Air en el Aeropuerto Don Mueang, Tailandia. (2006)

La Aerolínea está compuesta por las siguientes aeronaves, con una edad media de 9,9 años, a noviembre de 2023.

## Patrocinios
La aerolínea patrocina a los equipos de fútbol tailandeses Buriram United, SCG Muangthong United, Chonburi, Osotspa Saraburi, BEC Tero Sasana, Chiangrai UTD, Esan United, Chainat, Samut Prakan CUTD, Suphanburi, FC Phuket, Krabi, Air Force United, Nakhon Phanom, Trang  y a los árbitros de la AFT.